# 5110 Belgirate
5110 Belgirate eller 1987 SV är en asteroid i huvudbältet som upptäcktes den 19 september 1987 av den amerikanske astronomen Edward L.G. Bowell vid Anderson Mesa Station. Den är uppkallad efter den italienska byn Belgirate.